# Cornalba
Cornalba – miejscowość i gmina we Włoszech, w regionie Lombardia, w prowincji Bergamo.
Według danych na styczeń 2009 gminę zamieszkiwało 300 osób przy gęstości zaludnienia 31,9 os./1 km².